# Кіселиці
Киселиці (пол. Kisielice, нім. Freystadt in Westpreußen) — місто в північній Польщі. Належить до Ілавського повіту Вармінсько-Мазурського воєводства.

## Демографія
Демографічна структура станом на 31 березня 2011 року:
|          | Загалом | Допрацездатний вік | Працездатний вік | Постпрацездатний вік |
| -------- | ------- | ------------------ | ---------------- | -------------------- |
| Чоловіки | 1094    | 230                | 796              | 68                   |
| Жінки    | 1110    | 206                | 713              | 191                  |
| Разом    | 2204    | 436                | 1509             | 259                  |